# Pseudeniaca
Pseudeniaca is een geslacht van vliesvleugeligen uit de familie bronswespen (Chalcididae). De wetenschappelijke naam van dit geslacht is voor het eerst geldig gepubliceerd in 1936 door Masi.

## Soorten
Het geslacht Pseudeniaca omvat de volgende soorten:
- Pseudeniaca lyncaea Masi, 1936
- Pseudeniaca petiolatus Schmitz, 1946
- Pseudeniaca schulthessi Masi, 1939